# Puertas abiertas (película de 2018)
Puertas abiertas (The Open House, en inglés) es una película estadounidense de 2018 dirigida por Matt Angel y Suzanne Coote. Está protagonizada por Dylan Minnette, Piercey Dalton, Sharif Atkins, Patricia Bethune y Edward Olson. Distribuida por Netflix, la película se estrenó el 19 de enero de 2018.

## Sinopsis
Naomi Wallace (Piercey Dalton) y su hijo, Logan (Dylan Minnette) deciden quedarse en una casa que estará próximamente a la venta. Por lo que durante algunos días deberán enfrentarse a desconocidos que visitarán el hogar a ver si lo compran. Sin embargo, después del primer día de la visita, Logan comienza a sentir que hay alguien dentro del hogar. Al notificárselo a su madre, ella no le hace caso. Pero luego comienza a darse cuenta de que eventos raros están sucediendo, como que el agua se vuelve fría cuando hay calentador o que hay cosas fuera de lugar.
Logan deberá averiguar que es lo que está pasando o si alguien que fue a visitar la casa nunca se fue.

## Argumento
Un padre suburbano muere después de ser atropellado por un automóvil. Desempleada y económicamente incapaz de mantenerse a sí misma y a su hijo adolescente Logan, su esposa Naomi accede a mudarse al aislado chalet de montaña de su hermana hasta que se venda. Al mudarse a la hermosa casa, Naomi y Logan se encuentran con su anciana vecina, Martha, que se comporta de manera extraña, y Chris, un agradable empleado de la tienda.
Durante los días de puertas abiertas de domingo, Naomi y Logan deben abandonar la propiedad a la hora del desayuno y regresar después de las 5:00 p. m. Enseguida, comienza una serie de sucesos extraños. Los objetos se mueven o desaparecen, el teléfono de la casa suena pero nadie habla, el piloto del tanque de agua caliente se apaga repetidamente y hay ruidos inexplicables. Una noche, Logan ve un automóvil al ralentí en el camino de entrada. Afuera, encuentra a Martha, que se comporta de manera errática. Martha luego alude a que su difunto esposo está vivo a pesar de que anteriormente afirmó que su esposo estaba muerto.
Se llama a un reparador para que inspeccione el tanque de agua caliente defectuoso. Él revela que el esposo de Martha realmente murió y Martha tiene Alzheimer, lo que la confunde. Naomi se siente abrumada cuando encuentra una foto familiar arrugada en la basura, y el reparador encuentra el teléfono perdido de Logan cerca del calentador de agua, lo que lleva a Naomi a creer que Logan ha estado jugando con ella. Los dos tienen una acalorada discusión y él niega haberse metido con ella o haber destruido la foto. Esa noche, se revela que hay alguien más al acecho en la casa. Un día, Naomi y Logan descubren que han entrado en su casa y alguien ha preparado una cena a la luz de las velas en la mesa, pero la policía no encuentra nada. Al no poder pagar un hotel, madre e hijo se ven obligados a quedarse en la casa.
Logan contacta a Chris, quien accede a pasar la noche en el sofá. En medio de la noche, Chris desaparece y Logan lo encuentra con la garganta cortada en su auto. Un hombre no identificado deja inconsciente a Logan, le vierte agua y lo deja expuesto a los duros elementos invernales mientras persigue a Naomi. Naomi se horroriza al descubrir fotos de ella y Logan durmiendo en sus camas. Luego es atacada, atada y torturada. Logan se despierta y descubre que a todos los teléfonos se les quitaron las tarjetas SIM y se rompieron cuando intenta llamar al 911 para pedir ayuda. Se apresura a ayudar a su madre, pero la confunde con el intruso y la apuñala. Naomi le dice que corra antes de colapsar. El intruso domina fácilmente a Logan y se quita los lentes de contacto, lo que deja a Logan incapaz de ver con claridad.
Logan escapa al bosque y se esconde. Sobrevive a los elementos helados hasta la mañana. Sucumbiendo a la hipotermia, se arrastra hasta un arroyo. El intruso se revela, agarra a Logan mientras lucha y grita, y lo estrangula hasta la muerte. Mientras vemos su cuerpo sin vida junto al arroyo, el hombre no identificado conduce hacia el próximo evento de puertas abiertas.

## Reparto
- Dylan Minnette - Logan Wallace
- Piercey Dalton - Naomi Wallace
- Sharif Atkins - Chris
- Patricia Bethune - Martha
- Edward Olson - El intruso